# Y-20
Юнь-20 (кит. упр. 运-20, пиньинь Yùn-20, палл. Юнь-20) — первый китайский тяжёлый военно-транспортный самолёт, производства Сианьской авиастроительной промышленной корпорации. Первый полёт совершил 26 января 2013 года.

## История создания
Техническое предложение самолёта было подготовлено в порядке реализации контракта (Соглашение с AVIC II № 808/2003 от 20.12.2003), заключённого украинским «Антоновым» с китайской государственной авиастроительной корпорацией AVIC II 20 декабря 2003 года, и ставшего по сути отправной точкой в создании Y-20. 
Самолёт разрабатывается с 2006 года. Аванпроект ТТС вполне соответствует нынешнему конечному облику Юнь-20, отличаясь только предложением по двигателям — вместо используемых сейчас российских Д-30КП-2 предполагалось использовать китайские двигатели FWS10-118 (оставались в стадии разработки до 2020 года). Тактико-технические характеристики аванпроекта ТТС также явно несколько более оптимистичны, чем нынешние характеристики Юнь-20. 
Также на Юнь-20 отсутствует предлагавшаяся в аванпроекте ТТС обдувка закрылков двигателями в стиле американского C-17A.
26 января 2013 года состоялся первый полёт первого прототипа Юнь-20. 14 декабря 2013 второй прототип поднялся в небо. 
В июне 2016 первые два Y-20 были переданы для опытной эксплуатации в ВВС КНР.
Все прототипы были оборудованы российскими двигателями Д-30КП-2, а при серийном производстве самолеты планировалось оснащать уже собственными турбовентиляторным двигателем WS-18 с большей (122 кН против 117 кН), чем у Д-30КП-2, тягой. Однако, в 2016 году стало известно о контракте на поставку в Китай большой партии Д-30КП2. Но уже в 2020 году появилась информация о замене российских двигателей на более мощные двигатели WS-20 китайского производства, которые являются эволюцией двигателей WS-10.
В 2021 году главный конструктор самолёта Y-20 объявил о том, что его детище получит два типа китайских двигателей, испытания которых на тот момент проходили успешно. Позднее стало ясно, что главный конструктор имел ввиду двигатели WS-20 и Comac CJ-1000A (отечественный мотор для коммерческого авиалайнера С919). 
В начале 2023 года самолёт Y-20 c двигателями WS-20 испытывался на одной из авиабаз ВВС НОАК и готовился к поступлению в войска, а Y-20 c CJ-1000A в это же время находился на более ранней стадии лётных испытаний. В ноябре 2023 года был замечен вариант заправщика Y-20B с двигателями WS-20, обозначенный как YY-20B.

## Технические характеристики
Приведённые ниже характеристики соответствуют модификации Юнь-20:
- Экипаж: 3 человека
- Длина: ~47 м
- Размах крыла: ~45 м
- Высота: ~15 м
- Колея шасси:
- База шасси:
- Площадь крыла: 310 м²
- Масса пустого: ~100 000 кг
- Масса максимальная взлётная: 220 000 кг
- Максимальная полезная нагрузка: 50 000 кг на двигателях Д-30КП-2 и 66 000 кг на двигателях WS-20[20][21][22]
- Ёмкость топливных баков:
- Двигатели:
  - 4 × Д-30КП-2 (с максимальной тягой 4 × 118 кН)
  - 4 × WS-20[англ.][17] (по разным данным, тяга WS-20 достигает 127,5 кН или 138 кН[17][23])
- Максимальная скорость: 830 км/ч
- Крейсерская скорость на малой высоте: ~780
- Перегоночная дальность полёта: 7800 км
- Дальность полёта:
  - с грузом массой 66 000 кг — 4400 км
- Практический потолок: 13 000 м

## Модификации
- Y-20 — базовая модификация[4]
- Y-20B — неофициальное обозначение самолёта, оснащённого двигателями WS-20[24]
- YY-20 — самолёт-заправщик[4]
- Y-20F-100 — гражданский вариант с двигателями WS-20 (в разработке)[24]
- KJ-3000 — самолёт ДРЛОиУ или летающий командный пункт (в разработке)[24]

## Операторы
Китай
- Военно-воздушные силы Китайской Народной Республики: 50 Y-20 и 8 YY-20 (начало 2023 года)[4].